# Pediculus
Pediculus é um género de piolhos.

## Espécies
- Pediculus clavicornis Nitzsch, 1864
- Pediculus humanus Linnaeus, 1758
  - Pediculus humanus humanus Linnaeus, 1758 (piolho do corpo)
  - Pediculus humanus capitis De Geer, 1767 (piolho da cabeça)
- Pediculus mjobergi Ferris, 1916
- Pediculus schaeffi Fahrenholz, 1910